# Andrew Hore
Andrew Hore (* 13. September 1978 in Dunedin, Neuseeland) ist ein neuseeländischer Rugby-Union-Spieler, der für Taranaki im Air New Zealand Cup und für die Hurricanes in der Super 14 spielt.
Sein Debüt bei den All Blacks machte er im Jahr 2002, seitdem spielte er in 21 Länderspielen. Seine Position ist die des Haklers.